# Pierrick Cros (football, 1991)
Cet article concerne le footballeur jouant poste de gardien de but né en 1991. Pour le footballeur jouant poste de défenseur né en 1992, voir Pierrick Cros (football, 1992).
Pierrick Cros, est un footballeur français, né le 23 juin 1991 à Albi. Il évolue comme gardien de but.

## Biographie
Pierrick Georges Cros commence le football à l'âge de six ans dans le club du village où il grandit, à Labastide-de-Lévis dans le Tarn. Il débute comme attaquant mais prend rapidement le poste de gardien, comme son père. Progressant dans ce sport, il rejoint tout d'abord le club de La Mygale Le Séquestre, puis l’US Albi avant d'intégrer le centre de préformation de Castelmaurou et de jouer pour Albi la première année, puis Toulouse Fontaines Club la deuxième.
Repéré très jeune par des clubs professionnels, il intègre à 15 ans le centre de formation du FC Sochaux-Montbéliard préférant le Doubs au centre de formation du Toulouse FC qui l'avait également contacté.
À Sochaux, il s'illustre en Coupe Gambardella avec l'équipe des moins de 19 ans de Sochaux en atteignant la finale en 2010.
Il joue son premier match de Ligue 1 le 30 octobre 2010 au stade de Gerland face à Hugo Lloris et l'Olympique lyonnais devant Joël Bats et Fabien Barthez. Il est préféré par Francis Gillot à Matthieu Dreyer pour garder les buts sochaliens en attendant le retour de blessure de Teddy Richert. Il signe dans la foulée (le 5 novembre) son premier contrat professionnel.
Il est sélectionné pour la Coupe du monde de football des moins de 20 ans 2011, mais une blessure lors de la préparation de cette compétition dissuade le sélectionneur des moins de 20 ans, Francis Smerecki, de le titulariser. Bien qu'il ne soit jamais entré en jeu, Smerecki le présente comme « le gardien le plus talentueux de sa génération, capable de gestes et d'arrêts déterminants ». Néanmoins, il estime également qu'il doit progresser « dans le commandement de sa défense ».
Au terme de la saison 2011/2012 Teddy Richert prend sa retraite, Pierrick se voit donc offrir la place de numéro 1 pour la saison suivante.
Cependant il sera titulaire que lors des quatre premières journées de la saison 2012/2013, en effet ses prestations jugées moyennes il perd sa place de titulaire au profit de Simon Pouplin.
Sa saison déjà bien mal partie trouvera son apothéose lors du match de coupe de la ligue face à Saint-Étienne le 30 octobre 2012 ; titulaire à cette occasion il est victime d'une rupture des ligaments croisés du genou gauche et sera donc éloigné des terrains durant plusieurs mois.

## Palmarès
Pierrick Cros est finaliste de la Coupe Gambardella en 2010 avec les jeunes du FC Sochaux.